# Санс-и-Йорда, Пётр
Пётр Санс-и-Йорда́ (исп. Pedro Sanz i Yordà, около 3 сентября 1680, Аско (Испания) — 26 мая 1747, Фучжоу) — святой Римско-Католической Церкви, мученик, член монашеского ордена доминиканцев, епископ епархии Фучжоу, миссионер.

## Биография
В 1697 году Пётр Санс-и-Йорда вступил с монашеский орден доминиканцев. 20 сентября 1704 года был рукоположен в священника. В 1708 году Пётр Санс-и-Йорда был переведён в монастырь в городе Сарагоса. В 1713 году его отправили на миссию на Филиппины. 26 июня 1715 года Пётр Санс-и-Йорда прибыл в Китай, чтобы проповедовать там католицизм. В 1717 году он был назначен настоятелем миссии. 
С 1719 года в Китае начались преследования иностранных миссионеров. В 1723 году ситуация ухудшилась настолько, что Пётр Санс-и-Йорда вынужден был скрываться в небольшой комнате, где он проводил время в молитвах. В 1730 году он вместе с небольшой группой местных католиков бежал в Гуанчжоу. В феврале 1730 года Ватикан назначил его епископом города Гуандуна. Через некоторое время он вернулся в Фучжоу, где стал исполнять обязанности ординария епархии Фучжоу. Через некоторое время он опять был вынужден скрываться в домах верующих от преследования китайских властей. Чтобы не подвергать опасности людей, скрывших его от преследований, Пётр Санс-и-Йорда решил сдаться властям.
30 июня 1746 года он был арестован с группой из пяти миссионеров и доставлен в Фучжоу. 26 мая 1747 года Пётр Санс-и-Йорда был казнён.

## Прославление
Петр Санс-и-Йорда был беатифицирован 14 мая 1893 года Римским Папой Львом XIII и канонизирован 1 октября 2000 года Римским Папой Иоанном Павлом II вместе с группой 120 китайских мучеников.
День памяти в Католической Церкви — 9 июля.